# Medal Marynarki Wojennej i Piechoty Morskiej
Medal Marynarki Wojennej i Piechoty Morskiej (ang. Navy and Marine Corps Medal) – amerykański medal wojskowy. Ustanowiony przez Kongres 7 lipca 1942 roku. Przyznawany jest członkom amerykańskiej marynarki wojennej i piechoty morskiej lub odpowiadającym rodzajom wojsk państw zaprzyjaźnionych, którzy odznaczyli się heroizmem poza sytuacją starcia z nieprzyjacielem. Medal zajmuje ósme miejsce w aktualnej precedencji amerykańskich odznaczeń wojskowych i jest równorzędny z odznaczeniami Medal Żołnierza, Medal Lotnika oraz Medal Straży Wybrzeża przyznawanymi za te same czyny osobom służącym kolejno w: armii lądowej, siłach powietrznych oraz straży wybrzeża.
Medal ten przyznawany jest przede wszystkim marynarzom i marines, którzy narazili życie w celu ratowania innych (kompanów, cywilów, jeńców wojennych) nie będąc pod ostrzałem nieprzyjaciela. Odznaczenie może być nadawane również w czasie pokoju. Jeśli medal zostanie nadany za taki akt odwagi, za który w walce przyznany byłby Krzyż Marynarki Wojennej, odznaczony ma prawo do wyższej o 10% emerytury wojskowej (tak, jak za przyznanie Navy Cross).
Wśród odznaczonych znalazł się przyszły prezydent Stanów Zjednoczonych John F. Kennedy, dowódca ścigacza torpedowego, który ratował swoich podwładnych z płomieni po uszkodzeniu ich jednostki pływającej.